# Třebom
Třebom (německy Thröm, polsky Trzebom) je obec v okrese Opava v Moravskoslezském kraji. Žije zde 206 obyvatel. Obec se nečlení na části a je tvořena jediným katastrálním územím. Obec se nachází v Sudicko-třebomském výběžku a je ze tří stran obklopena polským územím.

## Název
Původní podoba Třěbom (v mužském rodě) byla odvozena od osobního jména Třěbom (jeho základem bylo sloveso třěbiti - "tříbit"). Význam místního jména byl "Třěbomův majetek". V průběhu dějin bylo jméno všelijak upravováno (Třeboun, Třebouň, Třeboň). Německé jméno se vyvinulo z českého.

## Historie
První písemná zmínka o vesnici pochází z roku 1349 a zaváděla povinnost obce platit městu Opavě za údržbu mostů a cest. V letech 1245–1281 byla obec Třebom nově osídlována Němci díky kolonizační činnosti olomouckého biskupa Bruna, hraběte ze Schaunburgu. Vrchnost, která vládla Třebomi v následujících staletích, byla převážně českého, popř. polského původu. Od doby husitské tvořila Třebom dohromady se sousední obcí Hradčánky (polsky Gródczanki, německy Ratsch) exklávu Bruntálského panství. V roce 1621 získal obec Řád německých rytířů. V době největšího rozkvětu v druhých polovinách 19. století počet obyvatel dosahoval ku 1040 lidem v obci. V roce 1708 vznikla v Třebomi škola; školní budova byla postavena v roce 1800. Výstavba katolického kostela, zasvěceného sv. Jiří proběhla v letech 1781–1785. Vláda Řádu německých rytířů byla v Třebomi ukončena v roce 1863 a vesnici převzal pruský stát. Po připojení k Československé republice v roce 1920 byla Třebom čistě německou vesnicí. 22. září 1938 po půlnoci byla příslušníky sudetoněmeckého Freikorpsu napadena hlídka Stráže obrany státu. Během přestřelky byl raněn dozorce finanční stráže František Papoušek a byli zabiti tři příslušníci Freikorpsu. Po boji se útočníci stáhli za státní hranici do Německa.

## Obyvatelstvo
| Rok            | 1869  | 1880 | 1890 | 1900 | 1910 | 1921 | 1930 | 1950 | 1961 | 1970 | 1980 | 1991 | 2001 | 2011 | 2021 |
| -------------- | ----- | ---- | ---- | ---- | ---- | ---- | ---- | ---- | ---- | ---- | ---- | ---- | ---- | ---- | ---- |
| Počet obyvatel | 1 018 | 986  | 928  | 961  | 902  | 760  | 752  | 367  | 430  | 359  | 286  | 213  | 203  | 206  | 221  |
| Počet domů     | 163   | 158  | 168  | 163  | 166  | 171  | 171  | 116  | 95   | 80   | 70   | 82   | 79   | 81   | 81   |

## Obecní správa
Mezi lety 1869–1978 Třebom byl obcí v okrese Ratiboř (1869–1910), poté v okrese Hlučín (1921), poté v okrese Opava (1930), poté opět v okrese Hlučín (1950) a později opět v okrese Opava. Od 1. ledna 1979 do 23. listopadu 1990 patřil jako část obce k Sudicím a od 24. listopadu 1990 je opět samostatnou obcí.

### Obecní symboly
Znak a vlajka byly obci uděleny rozhodnutím předsedy Poslanecké sněmovny Parlamentu České republiky dne 27. ledna 1997.

## Galerie

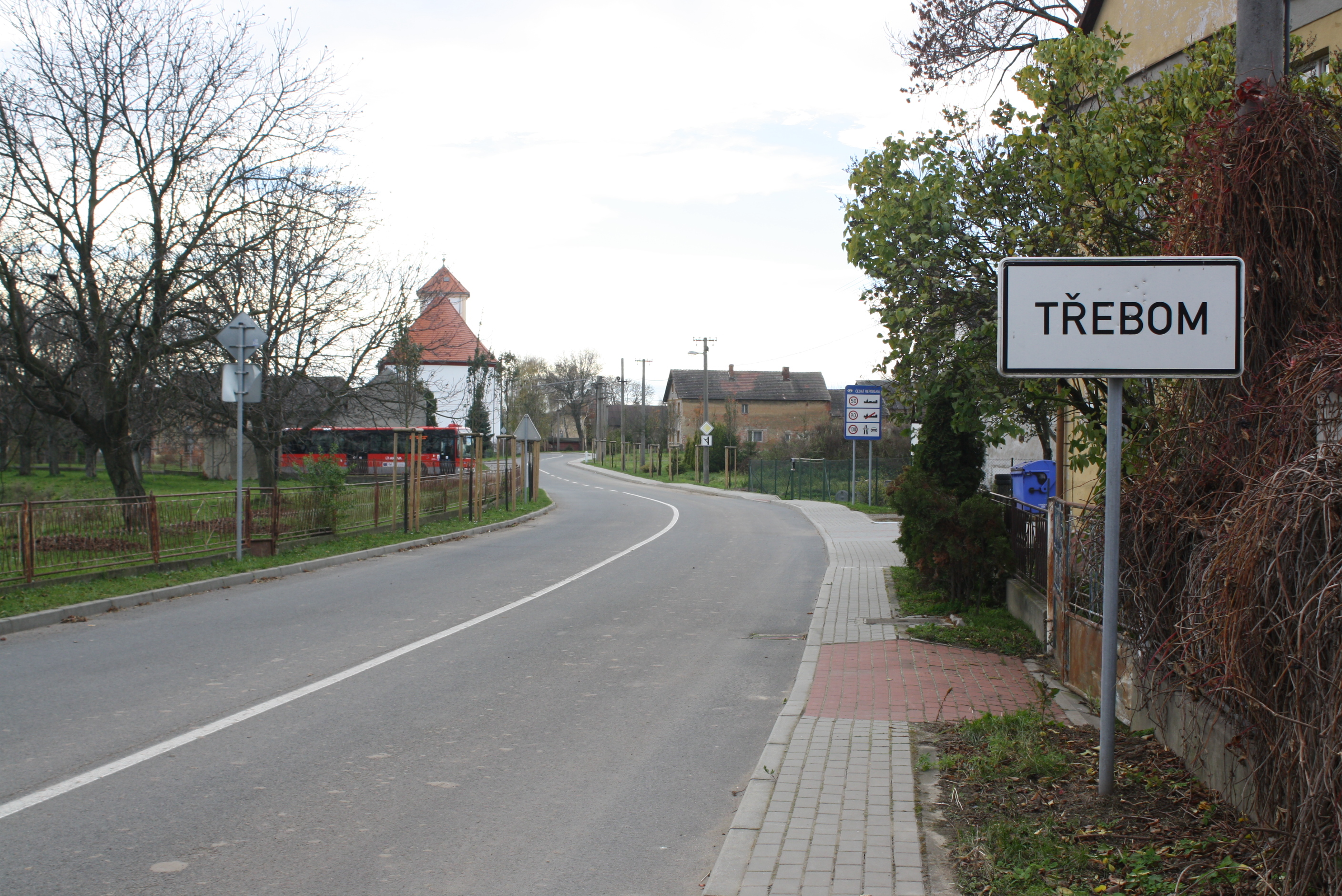
vjezd od polské vesnice Gródczanki
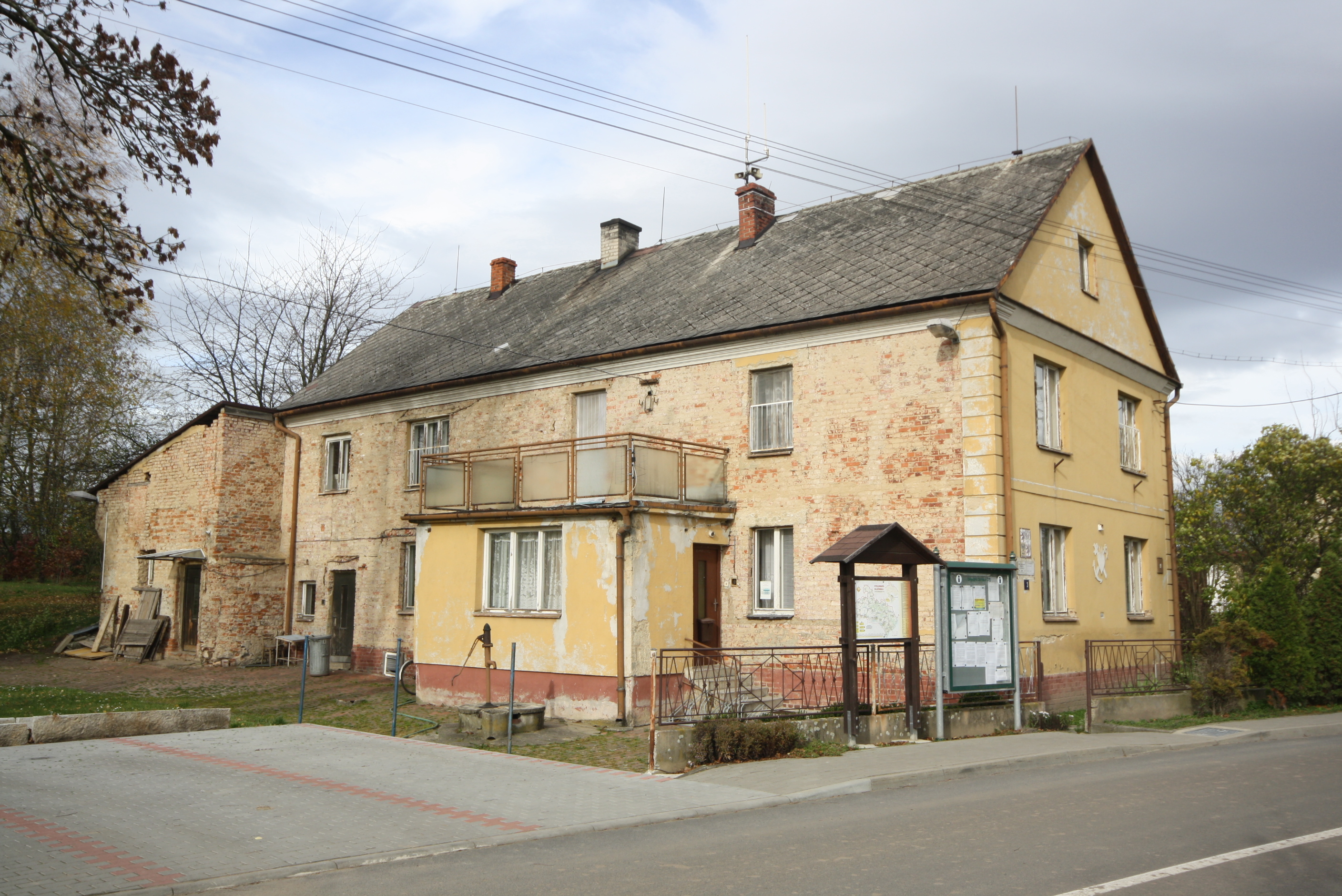
budova bývalého obecního úřadu
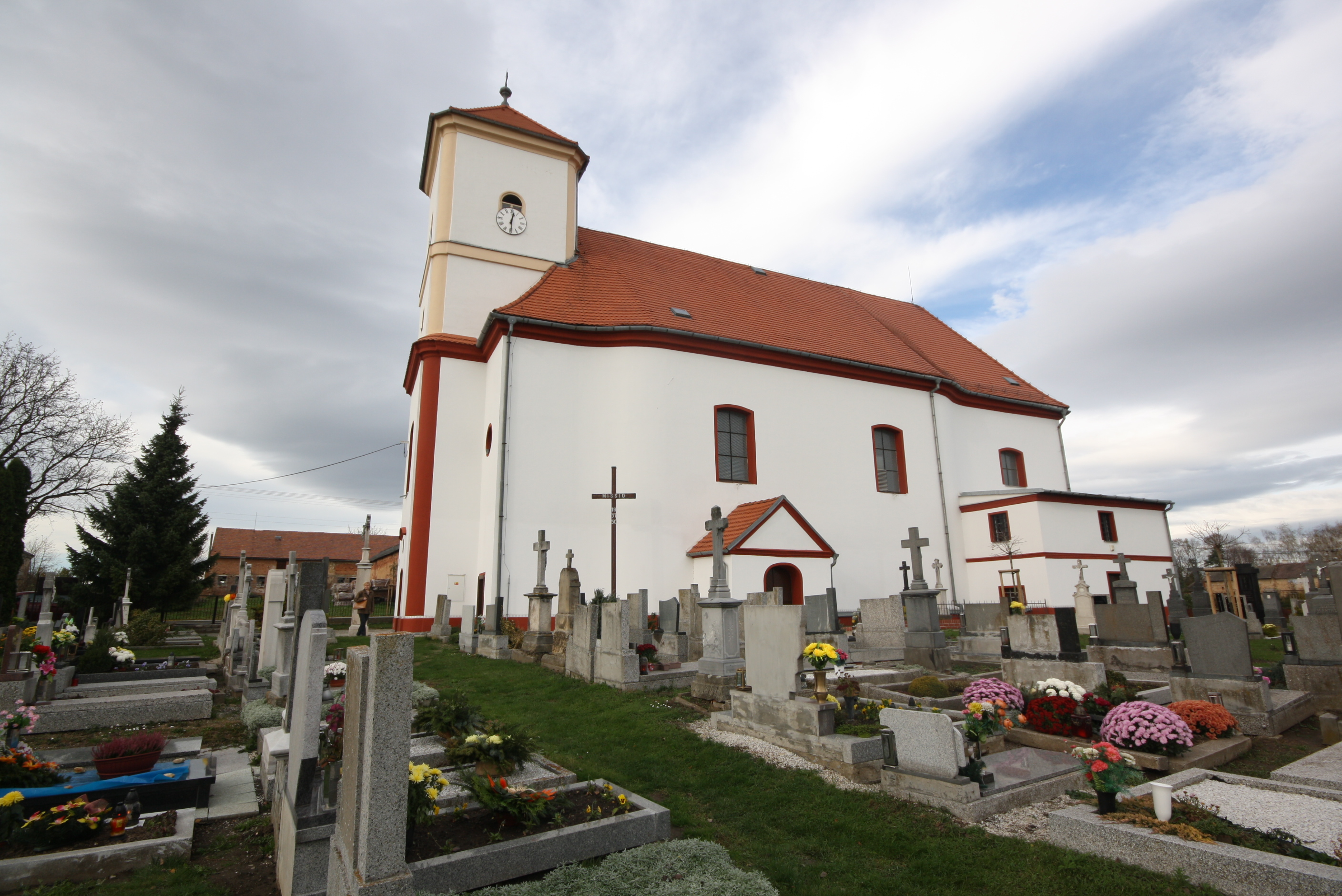
kostel sv. Jiří se hřbitovem
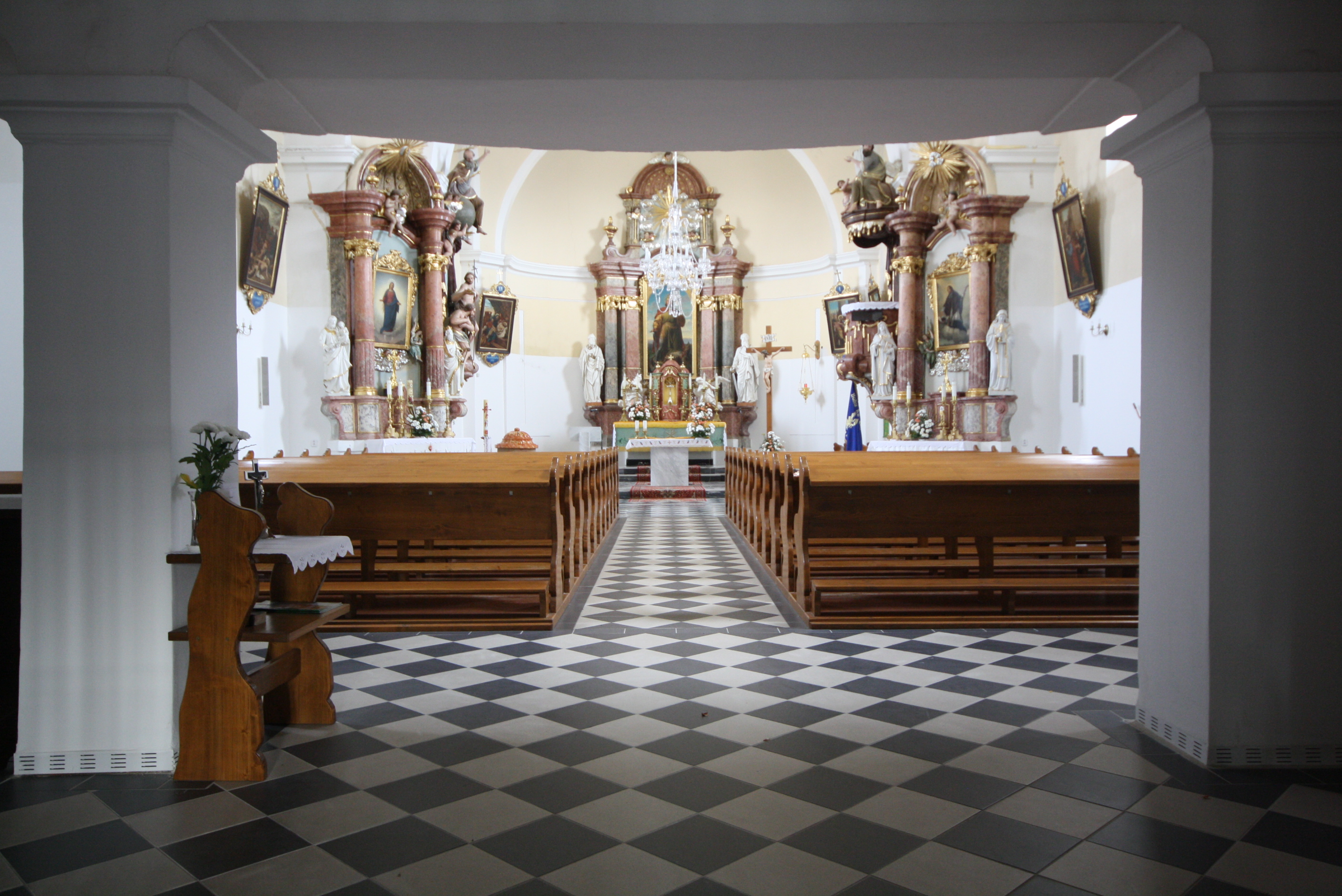
interiér kostela
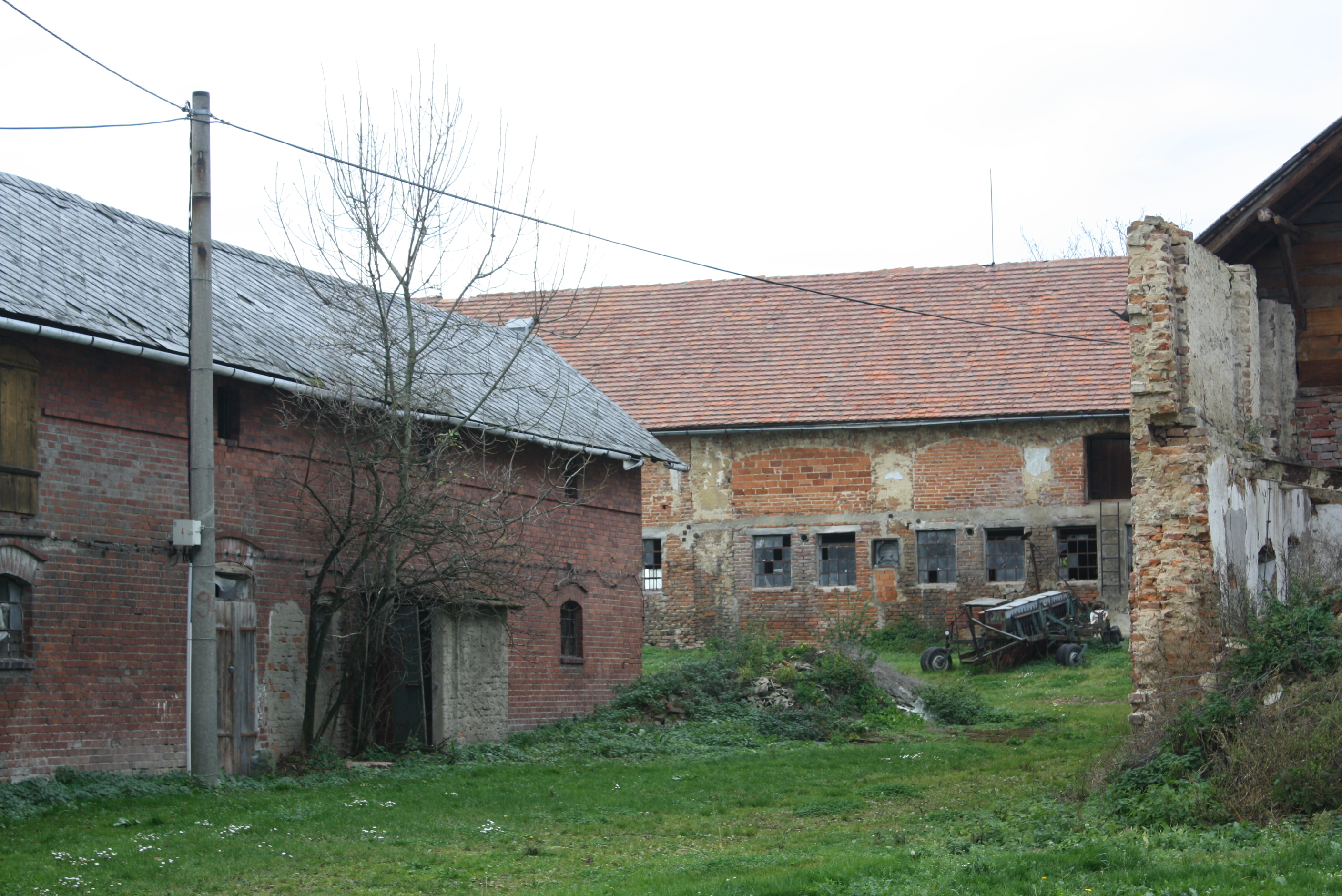
hospodářské budovy
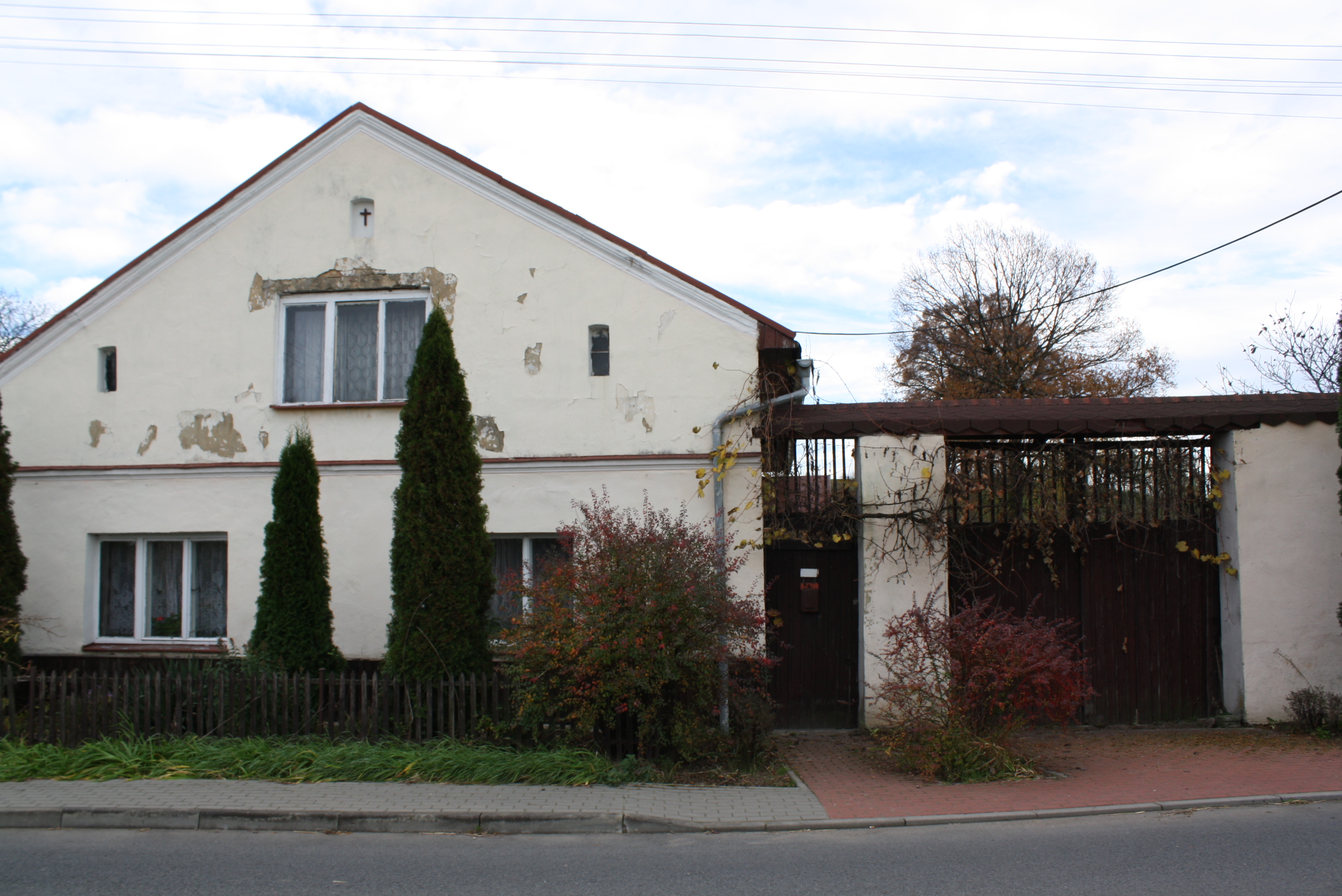
dům německého typu s vysokými vraty
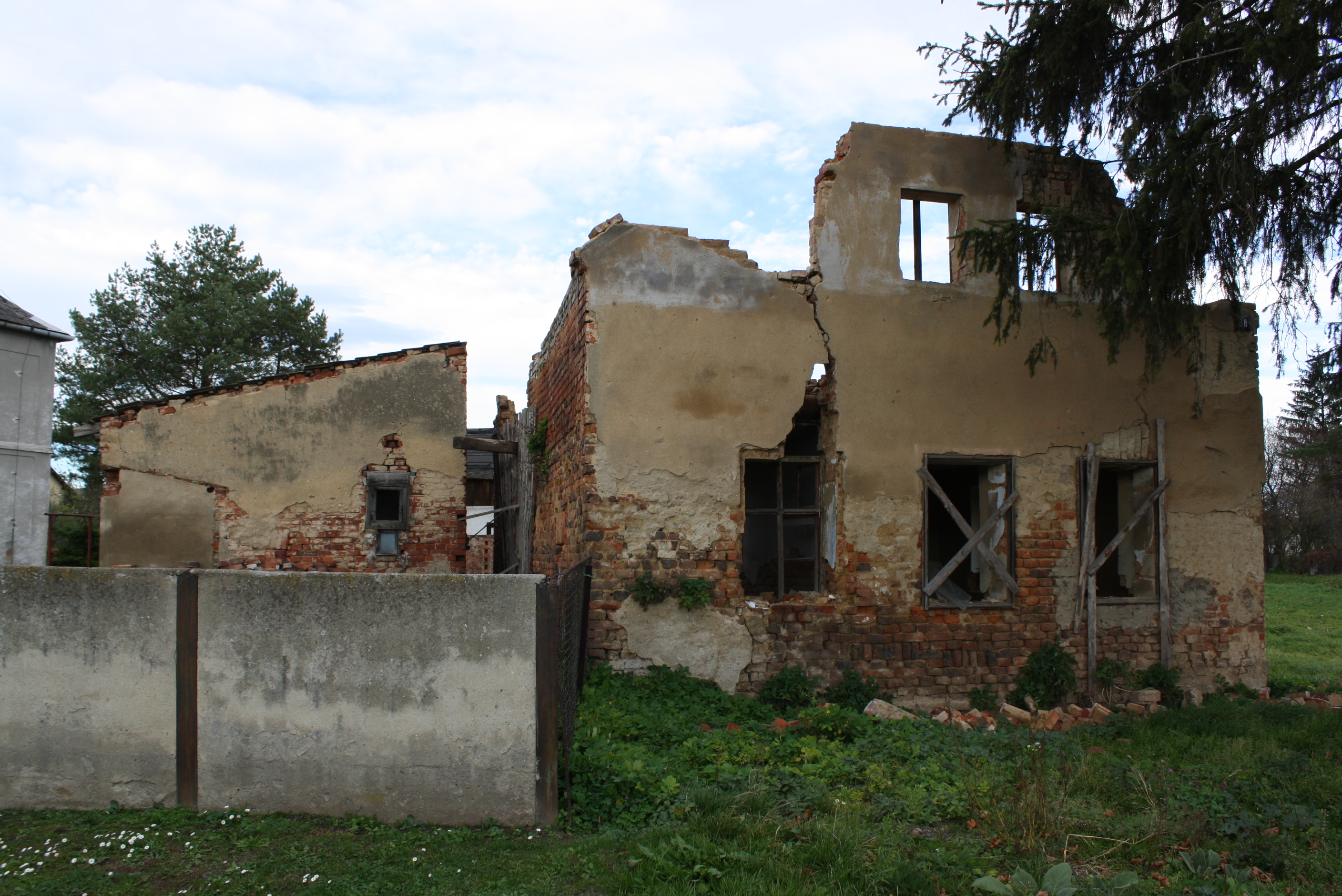
zchátralá budova
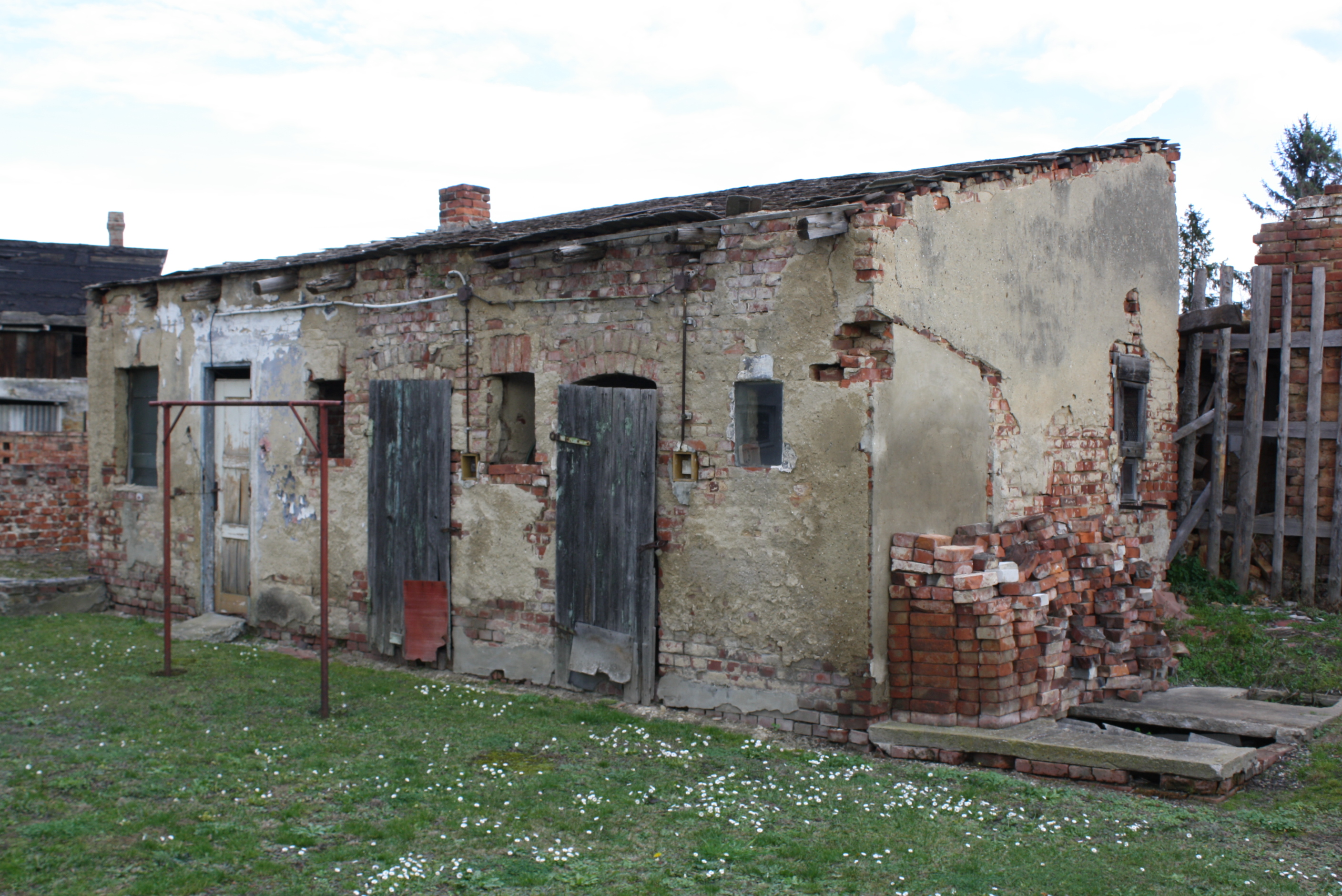
zchátralá hospodářská budova
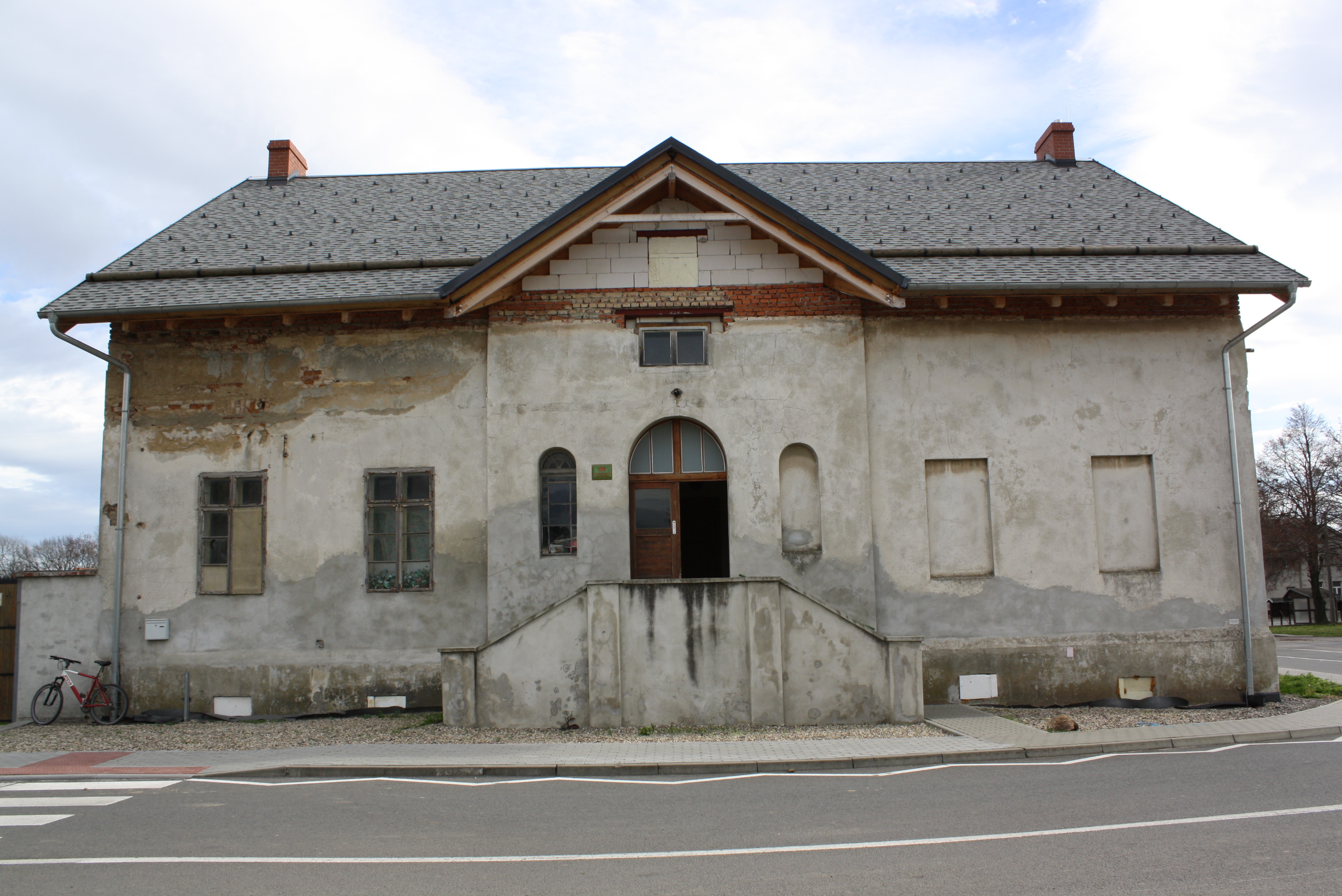
rychta (pozdější státní statek)
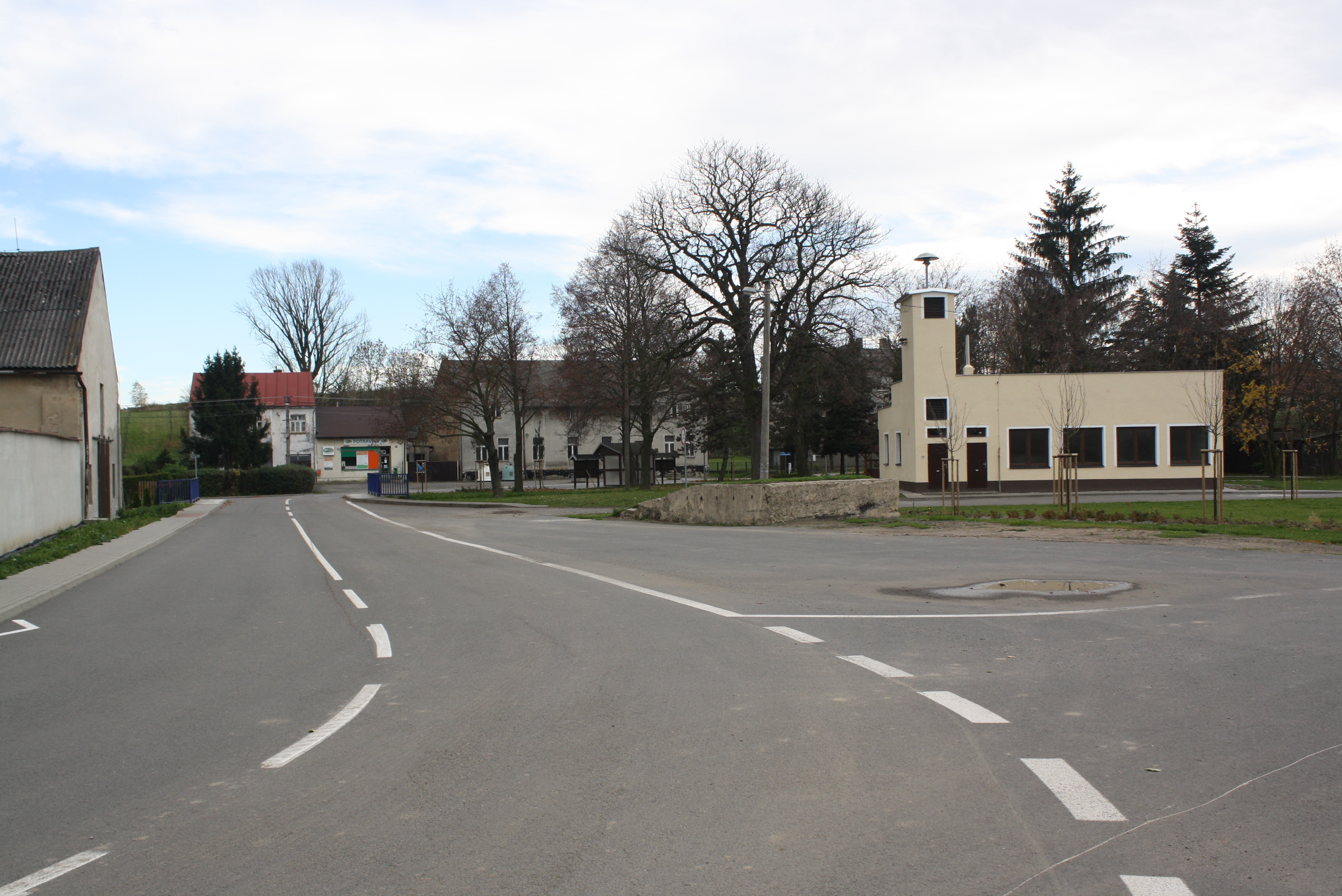
prostranství u hasičské zbrojnice
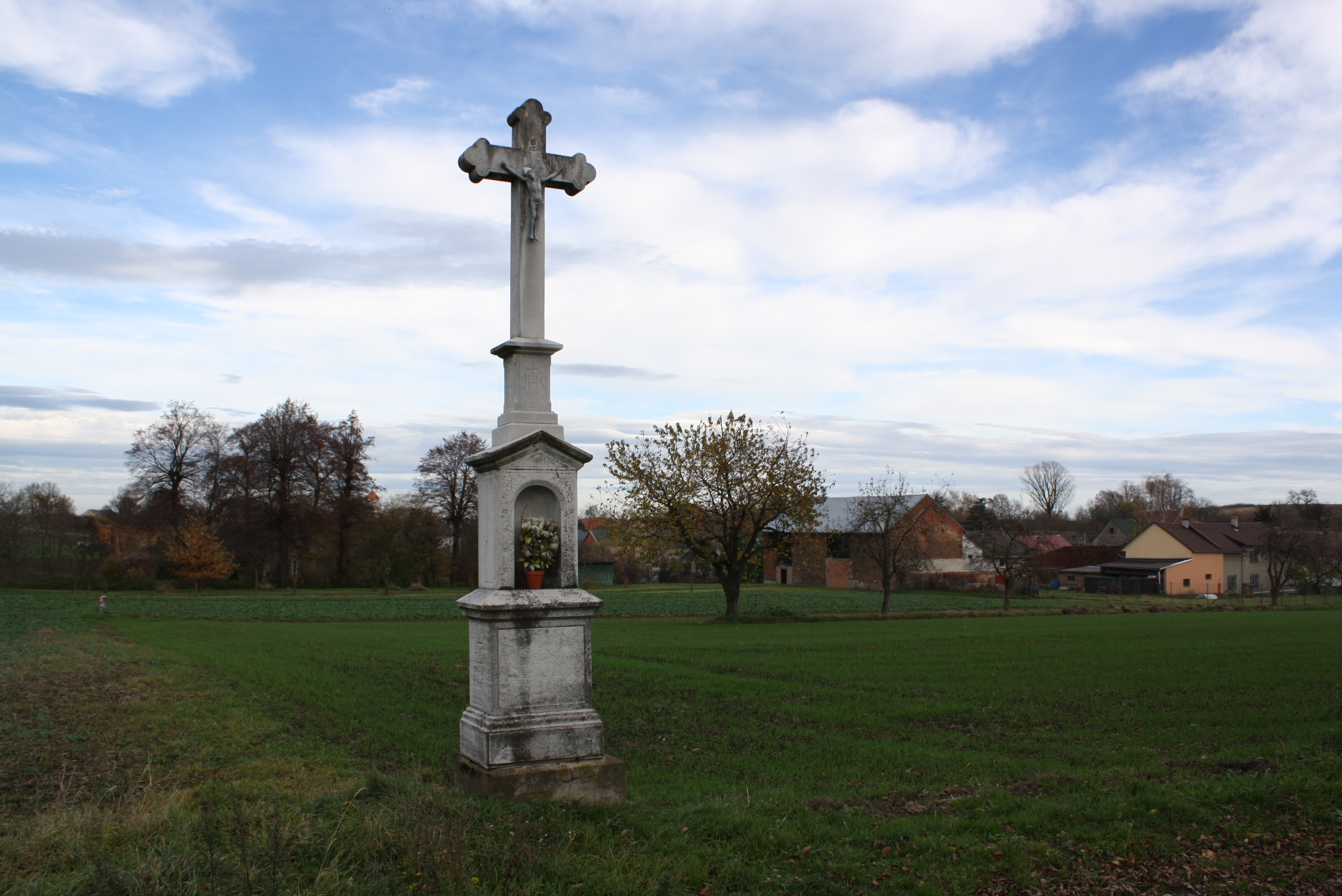
kříž u obce
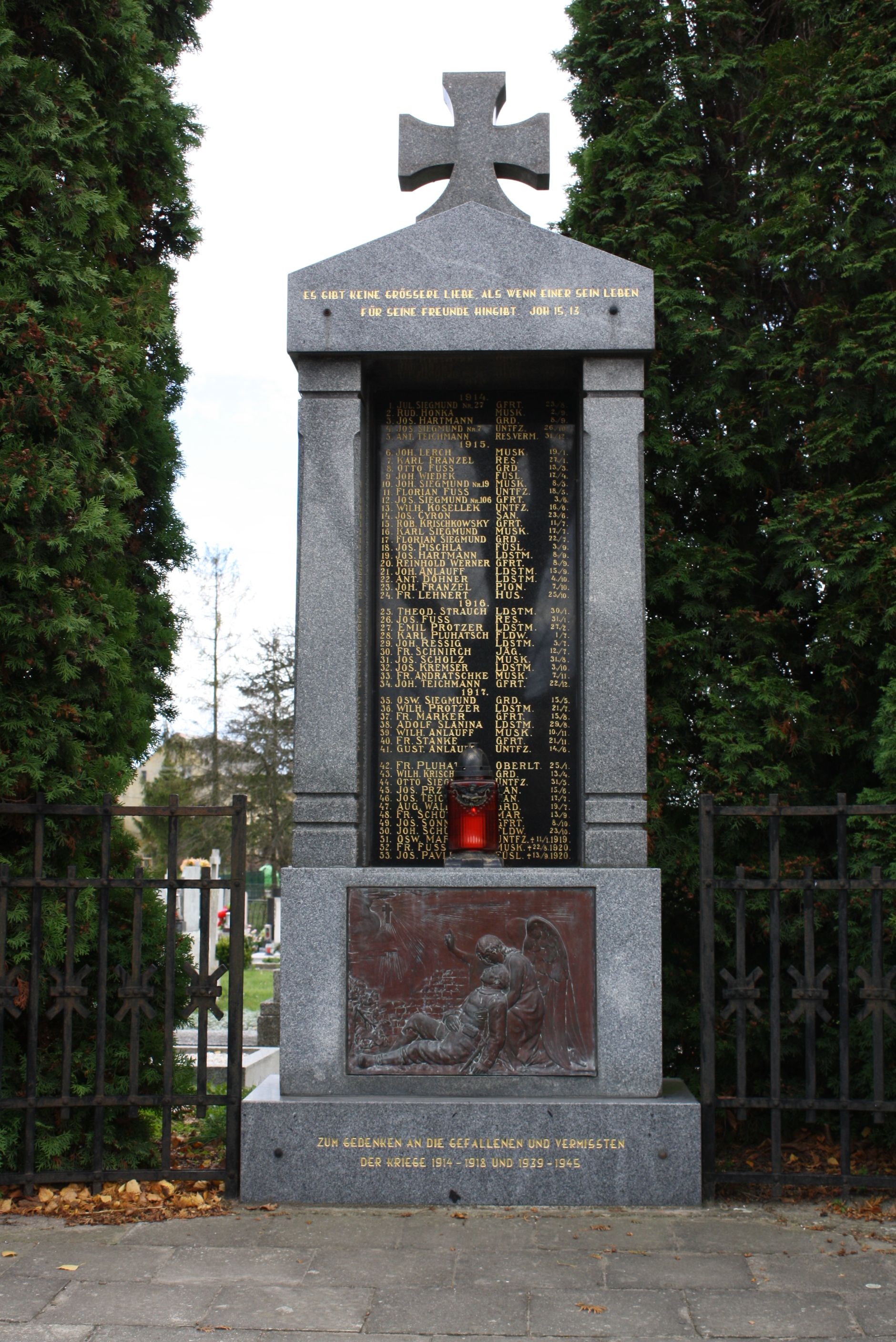
památník padlých v první světové válce